# Centrotus bioculatus
Centrotus bioculatus är en insektsart som beskrevs av Kirby. Centrotus bioculatus ingår i släktet Centrotus och familjen hornstritar. Inga underarter finns listade i Catalogue of Life.